# Gymnotiformes
I Gimnotiformi (Gymnotiformes) sono un ordine di pesci attinopterigi, che comprende circa 150 specie distribuite in cinque famiglie. Si tratta di pesci d'acqua dolce, dalla forma tipicamente stretta e allungata (per questo motivo spesso chiamati comunemente "pesci coltello", soprattutto nei paesi anglosassoni) e dotati di pinne anali lunghe e a forma di vela, che vengono usate per la locomozione tramite sinuosi movimenti ondulatori.
Hanno per lo più abitudini notturne, e sono capaci di generare campi elettrici grazie ad appositi organi modificati; la maggior parte delle specie sono elettrofori deboli, e utilizzano questi campi per l'orientamento e la ricerca del cibo, ma alcune (come la nota anguilla elettrica sudamericana) possono generare differenze di potenziale dell'ordine di alcune centinaia di volt, in grado di stordire o uccidere e usate perciò per l'attacco o la difesa.
Alcune specie, come Apteronotus albifrons, Eigenmannia virescens e Gymnotus carapo sono apprezzate dagli acquariofili come pesci d'acquario.

## Descrizione
Con l'eccezione dell'anguilla elettrica (Electrophorus electricus), tutte le specie note di Gimnotiformi possiedono corpi dalla tipica forma allunguata e schiacciata lateralmente, con una coda molto stretta. Non possiedono né pinne dorsali né pinne pelviche; in compenso mostrano una pinna anale di grande dimensioni, a forma di vela, che decorre per tutto il margine inferiore del corpo fin quasi alla testa, e che viene usata per la locomozione tramite movimenti ondulatori, mentre il resto del corpo rimane fermo.

## Distribuzione
I Gimnotiformi sono pesci d'acqua dolce che abitano le acque delle zone neotropicali, e sono distribuiti dai fiumi del Guatemala al nord dell'Argentina.

## Tassonomia
L'ordine dei Gimnotiformi comprende circa 150 specie conosciute, ma ne esistono almeno un'altra cinquantina in via di classificazione ufficiale. Quest'ordine è considerato essere il sister group dei Siluriformi, dal quale si è distaccato nel Cretaceo, circa 120 milioni di anni fa. Le specie che vi appartengono sono distribuite in due sottordini e in cinque famiglie:
Ordine Gymnotiformes
Sottordine Gymnotoidei
Famiglia Gymnotidae
Sottordine Sternopygoidei
Superfamiglia Rhamphichthyoidea
Famiglia Rhamphichthyidae
Famiglia Hypopomidae
Superfamiglia Apteronotoidea
Famiglia Sternopygidae
Famiglia Apteronotidae